# Julie Sommars
Julie Sommars, née le 15 avril 1942 à Fremont, est une actrice américaine.

## Filmographie

### Cinéma
- 1960 : The Prince and the Pauper de David Greene : Marie Tudor
- 1964 : Sex and the College Girl de Joseph Adler (en)
- 1965 : Le Massacre des Sioux : Caroline Reno
- 1977 : La Coccinelle à Monte-Carlo : Diane Darcy

### Télévision
- 1968 Le Virginien saison 7 épisode 13 (Tiny) : Martha Carson
- 1969-1970 : The Governor & J.J. (en)
- 1974: Thriller de Brian Clemens: I am the girl he wants to kill.
- 1982 : Magnum : Texas Lightning
- 1983 : Cave-In! : Liz Johnson
- 1987-1992 : Matlock : Julie March
- 1994 : Diagnostic : Meurtre : Regina Baylor